# Lekkoatletyka na Letnich Igrzyskach Olimpijskich 1936 – rzut dyskiem mężczyzn

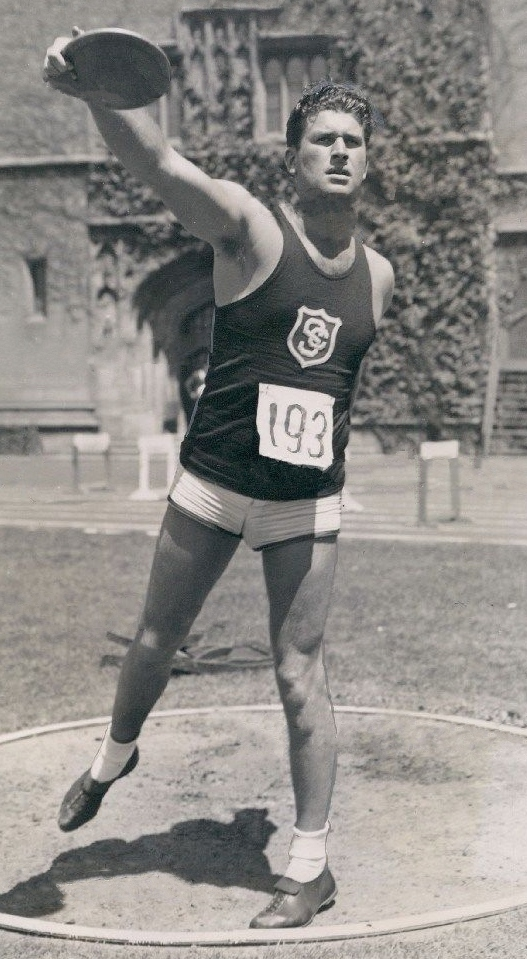
Ken Carpenter

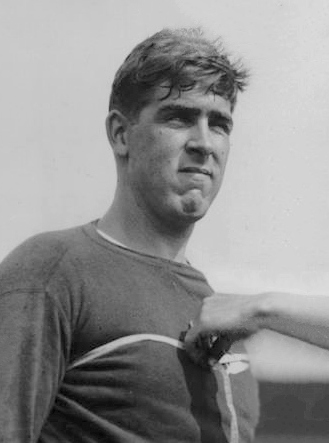
Gordon Dunn

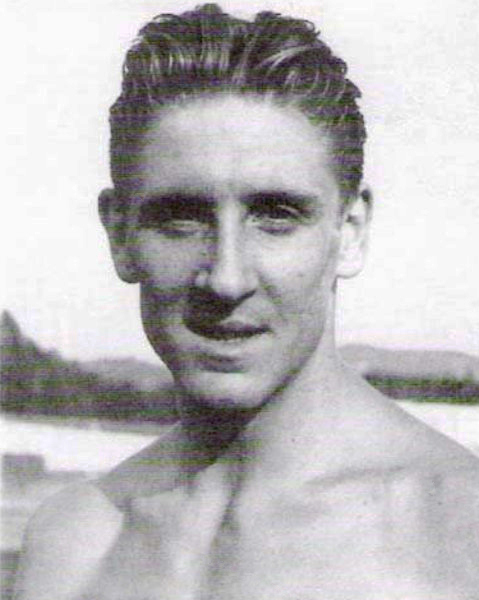
Giorgio Oberweger

Rzut dyskiem mężczyzn był jedną z konkurencji rozgrywanych podczas XI Letnich Igrzysk Olimpijskich. Został rozegrany 5 sierpnia 1936 roku na Stadionie Olimpijskim w Berlinie. Wystartowało 31 zawodników z 17 krajów.

## Rekordy
|                   | Zawodnik       | Wynik | Miejsce     | Data                  |
| ----------------- | -------------- | ----- | ----------- | --------------------- |
| Rekord świata     | Willy Schröder | 53,10 | Magdeburg   | 28 kwietnia 1935(dts) |
| Rekord olimpijski | John Anderson  | 49,49 | Los Angeles | 3 sierpnia 1932(dts)  |

## Terminarz
| Data            |              | Godzina |
| --------------- | ------------ | ------- |
| 5 sierpnia 1936 | Kwalifikacje | 10:30   |
| 5 sierpnia 1936 | Finał        | 15:00   |

## Wyniki

### Kwalifikacje
Minimum kwalifikacyjne do finału wynosiło 44,00 m. Indywidualne wyniki zawodników są przybliżone lub nieznane.
| Pozycja                 | Zawodnik          | Państwo           | Wynik  | Uwagi |
| ----------------------- | ----------------- | ----------------- | ------ | ----- |
|                         | Gordon Dunn       | Stany Zjednoczone | ≈47,00 | Q     |
| Reidar Sørlie           | Norwegia          | ≈47,00            |        | Q     |
| Walter Wood             | Stany Zjednoczone | ≈47,00            |        | Q     |
| Giorgio Oberweger       | Włochy            | ≈46,00            |        | Q     |
| Jules Noël              | Francja           | ≈45,50            |        | Q     |
| Gunnar Bergh            | Szwecja           | ≈45,00            |        | Q     |
| Ken Carpenter           | Stany Zjednoczone | ≈45,00            |        | Q     |
| Helge Sivertsen         | Norwegia          | ≈45,00            |        | Q     |
| Nikolaos Syllas         | Grecja            | ≈45,00            |        | Q     |
| Johann Wotapek          | Austria           | ≈45,00            |        | Q     |
| Hans Fritsch            | III Rzesza        | ≈44,50            |        | Q     |
| Åke Hedvall             | Szwecja           | ≈44,00            |        | Q     |
| Willy Schröder          | III Rzesza        | ≈44,00            |        | Q     |
|                         | Harald Andersson  | Szwecja           | ≈38,50 |       |
| Bernard Prendergast     | Wielka Brytania   |                   |        |       |
| Guo Jie                 | Chiny             |                   |        |       |
| Emil Janausch           | Austria           |                   |        |       |
| Endre Madarász          | Węgry             |                   |        |       |
| Gerhard Hilbrecht       | III Rzesza        |                   |        |       |
| Jean Wagner             | Luksemburg        |                   |        |       |
| Kalevi Kotkas           | Finlandia         |                   |        |       |
| Laurence Reavell-Carter | Wielka Brytania   |                   |        |       |
| Leng Peigen             | Chiny             |                   |        |       |
| Miroslav Vítek          | Czechosłowacja    |                   |        |       |
| Nikola Kleut            | Jugosławia        |                   |        |       |
| Oskar Ospelt            | Liechtenstein     |                   |        |       |
| Paul Winter             | Francja           |                   |        |       |
| Petre Havaleț           | Rumunia           |                   |        |       |
| Ruggero Biancani        | Włochy            |                   |        |       |
| Valér Barač             | Czechosłowacja    |                   |        |       |
| Veljko Narančić         | Jugosławia        |                   |        |       |

### Finał
Po trzech kolejkach do wąskiego finału awansowało sześciu zawodników. Ponieważ Bergh i Schröder mieli najlepsze rzuty na tę samą odległość, zarządzono dogrywkę między nimi. Schröder rzucił dalej i awansował do wąskiego finału, a Bergh odpadł i został sklasyfikowany na 7. miejscu.
| Poz. | Zawodnik          | Reprezentacja     | Próby | Próby | Próby | Próby | Próby | Próby | Próby | Wynik | Uwagi |
| Poz. | Zawodnik          | Reprezentacja     | 1     | 2     | 3     | dogr. | 4     | 5     | 6     | Wynik | Uwagi |
| ---- | ----------------- | ----------------- | ----- | ----- | ----- | ----- | ----- | ----- | ----- | ----- | ----- |
| 1.   | Ken Carpenter     | Stany Zjednoczone | x     | 44,53 | 48,98 | –     | x     | 50,48 | 47,48 | 50,48 | OR    |
| 2.   | Gordon Dunn       | Stany Zjednoczone | x     | 49,36 | 48,04 | –     | 47,21 | 47,77 | x     | 49,36 |       |
| 3.   | Giorgio Oberweger | Włochy            | 46,67 | 46,65 | 49,23 | –     | 47,28 | x     | x     | 49,23 |       |
| 4.   | Reidar Sørlie     | Norwegia          | 47,01 | 48,77 | 46,79 | –     | 47,66 | 48,65 | 47,87 | 48,77 |       |
| 5.   | Willy Schröder    | III Rzesza        | 44,79 | 47,22 | 45,01 | 47,64 | 47,39 | 47,81 | 47,93 | 47,93 |       |
| 6.   | Nikolaos Syllas   | Grecja            | 47,75 | 44,58 | 47,07 | –     | 45,34 | 47,59 | 47,67 | 47,75 |       |
| 7.   | Gunnar Bergh      | Szwecja           | 44,19 | 47,13 | 47,22 | 46,19 | –     | –     | –     | 47,22 |       |
| 8.   | Åke Hedvall       | Szwecja           | 46,20 | 46,15 | 45,83 | –     | –     | –     | –     | 46,20 |       |
| 9.   | Johann Wotapek    | Austria           | 45,65 | 44,34 | 46,05 | –     | –     | –     | –     | 46,05 |       |
| 10.  | Helge Sivertsen   | Norwegia          | x     | 45,82 | 45,89 | –     | –     | –     | –     | 45,89 |       |
| 11.  | Hans Fritsch      | III Rzesza        | 38,91 | 45,10 | 43,61 | –     | –     | –     | –     | 45,10 |       |
| 12.  | Jules Noël        | Francja           | 44,56 | x     | 43,70 | –     | –     | –     | –     | 44,56 |       |
| 13.  | Walter Wood       | Stany Zjednoczone | 43,83 | x     | 43,32 | –     | –     | –     | –     | 43,83 |       |